# ダークエイジオブキャメロット
『ダークエイジオブキャメロット』（Dark Age of Camelot、DAoC）はMythic Entertainment社開発のMMORPG。エバークエストのゲームシステムを参考にしている。
ゲーム世界のベースはアーサー王伝説、それに、ケルト神話と、北欧神話をミックスし、大規模なプレイヤーとプレイヤーの対戦（Realm vs Realm RvR）をメインとしている。
2006年12月をもって日本語版AKATSUKIサーバーがアメリカサーバーへと移行し、日本語版は廃止された。

## 世界観
ゲームは、3つの国家からなる。このそれぞれの国家をレルム（Realm）と呼ぶ。プレイヤーは何れかのレルムの一員となり、国境が重なる辺境の地（フロンティア）を舞台にレルム戦を繰り広げる。
レルムには以下の3つがある。
アルビオン(Albion)
アーサー王伝説がベースとなる。
開けた平地が多い。アルビオンとは古いイギリスの呼び名である。
ヒベルニア(Hibernia)
ケルト神話がベースとなる。
深い森に囲まれた土地が多い。ヒベルニアとは古いアイルランドの呼び名である。
ミッドガルド(Midgard)
北欧神話がベースとなる。
北よりの地域は雪に覆われている。ミッドガルドとは北欧神話で人間の住む世界であり、地球のスウェーデン、ノルウェーに当たっている。
それぞれのレルムで特徴的な種族とクラスが選択できる。

## レルム間戦争（RvR）
100人近いPC同士がぶつかり合うこともある。
目的のひとつにエクスカリバーの鞘、トールのハンマー、ルーグの槍など、各国のストーリーを象徴するアイテムである相手国のレリック（国宝 relic）を手に入れることがある。
戦闘は三国共通のマップ、フロンティア（Frontier）ニューフロンティア（New Frontier NF）、近いレベル同士の戦場であるバトルグラウンド（Battle Ground）で行われる。自国以外のレルムの土地には入れない。
フロンティアで繰り広げられるレルム間戦争において、プレイヤーは敵レルムメンバーを倒す事でレルムポイントを入手できる。このレルムポイントを増やす事により、キャラクターのレベルとは異なるレルムランクを上げる事ができる。プレイヤーはレルムランクを上げる事により得られるポイントを消費し、レルムスキルというスキルを学びキャラクターを強化する。
フロンティアには、幾つかの砦（キープ Keep）と、それぞれの砦には付随する4つの塔（タワー Tower）が点在しており、キープと4つのタワーを自国の支配下におくことによって、制圧拠点へ瞬時にワープすることが可能になる。
キープやタワーを攻める際には、扉を破るための破城槌、城壁に穴を開ける投石器、攻城兵器を破壊する弩砲と言った攻城兵器（Siege）がある。
DAoCは3国間の大規模戦闘を機軸に設計されたゲームだが、大規模戦闘だけでなくプレイヤーはさまざまなプレイ形態で遊ぶことができる。特に、より高度な連携が要求される小規模戦闘（8vs8）を理想とするプレイヤーベースの文化が海外のコアプレイヤー中心に発展し、日本でも次第に浸透していった。
RvRで一般的なプレイ形態は大きく分けて、soloと8manである。soloでは、グループを組まずに1人で行動する。後述の敵グループに見つかると数的に不利なため、敵から身を隠すことが出来るステルサークラスがsoloに適している。ステルサークラス以外にも、デュエルなどを目的に腕に自信のあるプレイヤーがsolo行動することがある。8manでは、8人のグループ（フルグループ fg）を組んで行動する。フロンティアを巡回して、敵レルムのfgと8vs8の戦闘をして勝つことが8manグループの主な目的である。バランスの良いクラス構成のグループを結成し、戦闘中は連携を取り合うことが8vs8の要となる。
良く聞かれるプレイ形態にはほかに、Duo(デュオ：二人組）/Trio（トリオ：3人組）/Zerg（ザーグ：複数グループによる大軍）/Ninja（ニンジャ：隠密行動をとる）等がある。レリック争奪が始まるとプレイヤーは続々とZergに参加し、フロンティアでは大規模戦闘が勃発する事となる。
どのプレイ形態においても、もし3つのレルムが同時に遭遇すると三つ巴の戦いになることが、DAoCのRvRに特有の魅力となっている。参加のハードルを下げるため、死亡によるペナルティはほとんどない。
なお、Realm vs Realm略してRvRはMythic Entertainmentの登録商標である。
※買収により現在はEAの登録商標。

## 拡張パッケージ内容
Shrouded Isles
各国に新エリア、新種族、新クラスが加えられた。(2002年11月12日)
Foundations
無料拡張。ハウジングゾーンと家システムが導入され、アイテム売買、アイテム管理の利便性が高まった。（2003年6月18日）
Trials of Atlantis
新エリアに加え、合計100個のクエストからなるマスターレベル（Master Level ML）、成長する強力なアイテム、アーティファクト（Artifact Arti）が導入された。
New Frontiers
フロンティアの地形が一新され、新しい攻城戦システムが導入された。（2004年6月22日）
Catacombs
新エリアと新クラス、Instant DungeonおよびTask Dungeonが導入された。また、キャラクターグラフィックも大幅に更新された。（2004年12月7日）
Labyrinth of the Minotaur
過去最大の広さを誇るダンジョン、「ラビリンス」および新種族「ミノタウラス（全レルム共通）」、新クラス「モウラー（全レルム共通）」が導入された。ラビリンスはRvR可能なダンジョンであり、フロンティアについでプレイヤー同士の戦いが活発に行われる場となっている。